# Podsadnik kulisty
Podsadnik kulisty (Splachnum sphaericum Hedw.) – gatunek mchu należący do rodziny podsadnikowatych.

## Rozmieszczenie geograficzne
Dosyć rzadki gatunek wysokogórski. W Polsce zbierany głównie w Karkonoszach, Górach Izerskich i w Tatrach. Pospolicie występuje w północnej części Europy: na Islandii, Wyspach Owczych oraz Wyspach Brytyjskich, w Fennoskandii i w północnej Rosji aż po Ural. Licznie występuje w Alpach (do wysokości 2480 m n.p.m.). Poza Europą najczęstszy w północno-zachodniej części Ameryki Północnej. W Azji gatunek bardzo rzadki.

## Morfologia
PokrójRośnie w luźnych lub nieco skupionych darniach koloru żółtozielonego.
Budowa gametofituŁodyżki mają długość 1,5 cm (i więcej) i są u dołu okryte żółtymi chwytnikami. Listki odwrotnie jajowate lub prawie koliste, na szczycie nagle przechodzące w dość krótki kończyk. Brzeg listka jest niewyraźnie ząbkowany. Żebro kończy się tuż przed szczytem listka.
Budowa sporofituCzerwona i pogięta seta osiąga długość 2 cm. Szyja niewiele szersza od puszki, koloru czarnoczerwonego. Puszka czerwonobrązowa, ma kształt cylindryczny.

## Ekologia
Podsadnik kulisty to mech koprofilny, rosnący prawie wyłącznie na odchodach ssaków roślinożernych. Gatunek wybitnie higrofilny, rosnący w miejscach mokrych i zabagnionych. Ekologia tego gatunku jest podobna do podsadnika pęcherzykowatego.

## Ochrona
Roślina jest objęta w Polsce ścisłą ochroną gatunkową od 2004 roku.